# Aeroportul Moore County
Aeroportul Moore County (IATA: SOP, ICAO: KSOP, FAA LID: SOP) este un aeroport din Carolina de Nord, Statele Unite ale Americii. Aeroportul a fost tranzitat în 2019 de 290 de pasageri.
Situat la o altitudine de 141 m, aeroportul dispune de 1 pistă.

## Infrastructură

### Piste
Aeroportul dispune de o singură pistă. Pista 05/23 are suprafața de asfalt și dimensiunile 6.502 picioare × 150 picioare. 